# Navarro Club de Fútbol
El Navarro Club de Fútbol, actualmente denominado Navarro Club de Fútbol Alusin Solar, por razones de patrocinio, es un club de fútbol de España, de la parroquia de Navarro, en el concejo de Avilés en Asturias. Fue fundado en el año 1980 y juega en la Primera Asturfútbol de Asturias.

## Historia

### Orígenes del fútbol en la parroquia
El primer equipo conocido en la parroquia fue el Navarro Fútbol Club que comenzó su andadura en el año 1924, cuando tres amigos (Claudio, Cabello y Quirós) deciden formar un equipo de fútbol. Ellos serían los encargados de aportar el dinero necesario para poder mantener al equipo: una peseta cada uno al mes. Los partidos se disputaban en el campo de la Xarrica, que en aquellos tiempos estaba bastante inclinado, con la pendiente hacia el lado del barrio de Tetuán. Ellos mismos, en ocasiones ayudados por otros componentes del equipo, fueron quienes, armados de carretilla, pico y pala, lograron dejar el terreno de juego completamente llano, quitando tierra de un lado y depositándola en otro. 
No se federó hasta la temporada 1931-32, sin llegar a disputar campeonato alguno esa temporada.
Con la llegada de la Guerra Civil, como es natural, dejó de competir. Disputó una vez finalizado el conflicto, un amistoso el 13 de agosto de 1939 en La Xarrica contra el Club Deportivo Avilesino, aunque ya sin volver a federarse acabaría por desaparecer.
Una alineación bastante probable de aquel Navarro sería la formada por Marcelo "Antonón", Luisín "Quintana", Luciano "El Estanco", Antidio, Laureano "Candamo", Calello, Quirós, Claudio, Aladino, Manolo "Candamo" y Pepe "Quintana". También jugarían otros como Avelino y Justo "Del Artillero", Antón "El Xarrico", Raúl y Fidel "Hnos. Guerediaga", Marcelino Fernández, Marcelino Gutiérrez, Pedro Riera, ángel Gutiérrez, José Alonso, etc.
Una vez finalizada la Guerra Civil, los jóvenes de la parroquia siguen practicando el fútbol en equipos no federados, bien en competiciones escolares, tertulias o peñas, encuadrados en equipos como el Club Pedal, Sporting Botafogo de Piedramenuda, etc.

### Fundación del club
En el año 1980, con motivo de la construcción, por parte del ayuntamiento de Avilés, de un campo de fútbol en los terrenos denominados "La Escombrera", situados entre los barrios de Piedramenuda y Tabiella, se reúnen un grupo de amigos encabezados por Rufo "Quintana", Emilio "El Cartero", Tino "Carbayeda", Agustín Díaz, etc., para volver a fomentar la práctica del fútbol en el barrio alto avilesino. Queda inscrito el Navarro Club de Fútbol en la Federación Asturiana de Fútbol en su nueva andadura el día 19 de julio de 1980, celebrándose el primer partido oficial en sus instalaciones de Tabiella el día 24 de septiembre de ese mismo año a las 16:30 horas, siendo su adversario el Rayo Avilesino, en segunda regional.
En la temporada 2022-23, el Navarro C. F. cuenta con once equipos de Fútbol base: 2 juveniles, 1 cadete, 2 infantiles, 2 alevines, 2 benjamines y 2 prebenjamines. 
En el Navarro jugaron futbolistas (especialmente mientras fue filial del Real Avilés C. F.) que llegaron al fútbol profesional, como Esteban Suárez que jugó en el Club Atlético de Madrid y el Real Oviedo, Rubén Reyes en el Villarreal C. F. y Real Oviedo, Rafa Ponzo en el C. D. Tenerife e internacional con la selección de Venezuela, Rubén en el Real Oviedo además de otros muchos que se encuentran diseminados en distintas categorías, tanto regionales como nacionales.

## Instalaciones
El Navarro C. F. juega en las instalaciones municipales de Tabiella con un campo de hierba de 100 x 65 m, que es donde disputa sus encuentros el primer equipo. Este campo cuenta con dos gradas cubiertas en ambos laterales y se estima una capacidad para 1500 espectadores en la totalidad del recinto.
Asimismo utiliza un campo de hierba sintética, también con gradas, cuyas dimensiones son de 95 × 63 m, usado habitualmente por los equipos de categorías inferiores para la disputa de sus partidos, y por todos los equipos como campo de entrenamiento. Existe también un campo de fútbol 7, de 75 × 45 m, usado como campo de entrenamiento por todos los equipos, y una cancha de fútbol sala utilizada habitualmente para jugar y entrenar los benjamines.
Desde la temporada 2004-05 cuenta también con un gimnasio equipado con maquinaria de entrenamiento para la preparación física de los jugadores. Además, cuenta con las siguientes instalaciones:
- 6 vestuarios para jugadores.
- 3 vestuarios para árbitros.
- Local para servicios de utillería.
- Local social del club, que cuenta con secretaría, cocina y bar.
- Lavandería.
- Aseos adaptados para discapacitados.
- Aparcamiento asfaltado.

## Presidentes
Desde la fundación del club en 1980 ha habido tres presidentes.
- Rufo Quintana, del 19 de julio de 1980 al 20 de julio de 1988
- Miguel Ángel Fernández Álvarez, del 21 de julio de 1988 al 7 de julio del 2000.
- Juan Carlos García Bernardo, desde el 8 de julio del 2000.

## Escudo
El escudo del club es de forma irregular y está compuesto por dos franjas granates que rodean a una de color azul oscuro, el símbolo olímpico a modo de corona y las palabras Sociedad Deportiva Navarro C. F. en negro sobre un fondo de color amarillo. Este escudo es oficial desde la fundación del club en 1980.

## Uniforme
- Uniforme titular: camiseta azulgrana a dos bandas horizontales, pantalón azul con detalles rojiblancos y medias azules.
- Uniforme alternativo: camiseta y pantalón principalmente naranjas con degradado a amarillo; medias naranjas.

## Trayectoria en competiciones nacionales
- Temporadas en Primera División: 0
- Temporadas en Segunda División: 0
- Temporadas en Primera Federación: 0
- Temporadas en Segunda Federación: 0
- Temporadas en Tercera: 21
- Participaciones en Copa del Rey: 0

## Trayectoria
| Temporada | Nivel | Categoría           | Puesto | Copa del Rey |
| --------- | ----- | ------------------- | ------ | ------------ |
| 1980-81   | 7     | 2.ª Regional        | 9.º    |              |
| 1981-82   | 7     | 2.ª Regional        | 1.º    |              |
| 1982-83   | 7     | 2.ª Regional        | 1.º    |              |
| 1983-84   | 6     | 1.ª Regional        | 6.º    |              |
| 1984-85   | 6     | 1.ª Regional        | 2.º    |              |
| 1985-86   | 5     | Regional Preferente | 19.º   |              |
| 1986-87   | 5     | Regional Preferente | 17.º   |              |
| 1987-88   | 5     | Regional Preferente | 18.º   |              |
| 1988-89   | 6     | 1.ª Regional        | 6.º    |              |
| 1989-90   | 6     | 1.ª Regional        | 17.º   |              |
| 1990-91   | 6     | 1.ª Regional        | 3.º    |              |
| 1991-92   | 5     | Regional Preferente | 4.º    |              |
| 1992-93   | 5     | Regional Preferente | 1.º    |              |
| 1993-94   | 4     | 3.ª División        | 15.º   |              |
| 1994-95   | 4     | 3.ª División        | 16.º   |              |
| 1995-96   | 4     | 3.ª División        | 13.º   |              |
| 1996-97   | 4     | 3.ª División        | 9.º    |              |
| 1997-98   | 4     | 3.ª División        | 16.º   |              |
| 1998-99   | 4     | 3.ª División        | 8.º    |              |
| 1999-2000 | 4     | 3.ª División        | 12.º   |              |
| 2000-01   | 5     | Regional Preferente | 4.º    |              |
| 2001-02   | 4     | 3.ª División        | 8.º    |              |
| 2002-03   | 4     | 3.ª División        | 18.º   |              |
| 2003-04   | 5     | Regional Preferente | 1.º    |              |
| 2004-05   | 4     | 3.ª División        | 17.º   |              |
| 2005-06   | 4     | 3.ª División        | 12.º   |              |
| 2006-07   | 4     | 3.ª División        | 12.º   |              |
| 2007-08   | 4     | 3.ª División        | 13.º   |              |
| 2008-09   | 4     | 3.ª División        | 16.º   |              |
| 2009-10   | 4     | 3.ª División        | 11.º   |              |

| Temporada | Nivel | Categoría           | Puesto | Copa del Rey |
| --------- | ----- | ------------------- | ------ | ------------ |
| 2010-11   | 4     | 3.ª División        | 9.º    |              |
| 2011-12   | 4     | 3.ª División        | 15.º   |              |
| 2012-13   | 4     | 3.ª División        | 20.º   |              |
| 2013-14   | 5     | Regional Preferente | 7.º    |              |
| 2014-15   | 5     | Regional Preferente | 11.º   |              |
| 2015-16   | 5     | Regional Preferente | 6.º    |              |
| 2016-17   | 5     | Regional Preferente | 11.º   |              |
| 2017-18   | 5     | Regional Preferente | 14.º   |              |
| 2018-19   | 5     | Regional Preferente | 3.º    |              |
| 2019-20   | 4     | 3.ª División        | 13.º   |              |
| 2020-21   | 4     | 3.ª División        | 15.º   |              |
| 2021-22   | 5     | 3.ª División RFEF   | 18.º   |              |
| 2022-23   | 6     | 1.ª RFFPA           | 10.º   |              |
| 2023-24   | 6     | 1.ª Asturfútbol     | 7.º    |              |
| 2024-25   | 6     | 1.ª Asturfútbol     |        |              |

## Palmarés

### Torneos autonómicos
- Regional Preferente de Asturias (2): 1992-93 y 2003-04.
- Subcampeón de la primera regional de Asturias (1): 1984-85.
- Segunda Regional de Asturias (2): 1981-82 y 1982-83.

### Trofeos amistosos
- Trofeo Santo Domingo (8): 1993, 1997, 1998, 2004, 2005, 2006, 2007 y 2008.